# مكتبة المعرفة العامة
مكتبة المعرفة العامة هي مكتبة عامة في سلطنة عمان،

## نبذة
مؤسسة ثقافية تعليمية تربوية اجتماعية هادفة، تعمل على حفظ التراث الفكري والثقافي والحضاري والإنساني عامة والعماني بشكل خاص وتنظيمه وإتاحته إلى جميع شرائح المجتمع بمختلف مستوياتهم التعليمية والثقافية، وإعداد وتنشئة جيل مثقف واع قادر على تحمل مسؤولياته في المستقبل.

## التعريف بالمكتبة
أنشئت مكتبة المعرفة العامة في 13 نوفمبر لعام 1990م، وذلك بتوجيه من السلطان قابوس بن سعيد، وذلك ضمن احتفالات السلطنة بالعيد الوطني العشرين. تسعى المكتبة جاهدة إلى نشر المعرفة والثقافة في المجتمع العماني، كما تسعى إلى تقديم مستوى عال من التميز والأداء، تلبية لاحتياجات المجتمع.

### ساعات العمل
| اليوم          | الفترة الصباحية         | الفترة المسائية         |
| -------------- | ----------------------- | ----------------------- |
| الأحد - الخميس | 8:00صباحًا إلى 2:00 ظهرًا | 4:00 عصرًا إلى 9:00 مساءً |

ملاحظة: المكتبة تغلق أيام الجمعة والسبت والعطلات الرسمية

### أهداف المكتبة
تسعى المكتبة لتحقيق مجموعة من الأهداف التي تساهم في رفع المستوى الثقافي والفكري للجمهور وذلك على النحو الآتي:
- الإسهام في رفع المستوى الثقافي والفكري للأفراد من خلال تشجيع التعلم الذاتي وتمكين الطلبة والباحثين من الوصول إلى المعلومات ذات الصلة بموضوعات دراساتهم وأبحاثهم العلمية.
- تعزيز وإثراء الحياة الثقافية في المجتمع باعتبارها مركزا لتقديم المعلومات الموثوقة، إضافة إلى جمع وتوثيق وحفظ التراث العماني وتيسير الاطلاع عليه.
- التواصل مع المجتمع المحلي وتلبية احتياجاته من التدريب من خلال إقامة البرامج الثقافية والدورات التدريبية، وورش العمل التي تساهم في بناء مستقبل واعد للشباب.

### فئات المرتادين
- فئة الطلبة: يمثل هذه الفئة الطلبة الدارسين بالمدارس والمعاهد والكليات والجامعات الحكومية منها والخاصة.
- فئة الباحثين: يمثل هذه الفئة الباحثين عن المعلومات لاستكمال دراساتهم العليا أو بما يتعلق باحتياجات وظائفهم.
- فئة المثقفين: يمثل هذه الفئة المهتمين بزيادة معارفهم وإطلاعهم لكل ما هو جديد ومفيد في مختلف جوانب المعرفة البشرية.
- الجمهور العام: يمثل هذه الفئة مجموعة من المستفيدين الذين يقصدون المكتبة بغرض استخدام خدمات الإنترنت أو لقراءة الصحف اليومية أو بهدف البحث عن معلومة عاجلة.

## التصميم المعماري
يتميز مبنى المكتبة بواجهة معمارية جميلة تشد انتباه الناضرين إليها حيث روعي في التصميم الفن المعماري العمانيوالإسلامي والاعتماد على الزخارف وتناسق الألوان فجاء مبنى المكتبة على شكل صدفة بحرية متحجرة.
الزائر للمكتبة يلاحظ عناية المصمم بالمساحات الداخلية بحيث يعطي أريحية تامة في الجلوس والإستمتاع بعملية البحث والقراءة داخل المكتبة من خلال العناية الفائقة بالزوايا والأركان التي توفر الخصوصية لكل المستخدمين وكذلك من خلال الاعتناء بالديكور ات الداخلية والإضاءة والأثاث.

## خدمات المكتبة
تطورت خدمات المكتبة على مدى السنوات الماضية تطورا كبيرا، ومنذ إنشائها وهي تعمل على تقديم خدماتها للجمهور الكريم والارتقاء بهذه الخدمات كما وكيفا، والتي تتعدد وتتنوع في أشكال مختلفة، ونأمل أن تكون مكتبة المعرفة العامة هي محطتك الأولى لأي استفسار، حيث لا توجد رسوم لدخول المكتبة، كما لا يشترط فتح عضوية، ويمكن لأي شخص الوصول إلى المصادر المتاحة، وبالطبع سيكون موظفونا مسرورين جداً بمساعدتك.
- الخدمة المرجعية: ترحّب المكتبة بجميع الاستفسارات المرجعية والتي يتم الإجابة عنها عن طريق مصادر المكتبة الداخلية أو الخارجية، حيث توفر المكتبة مجموعة من المصادر عبر الفهرس الخاص بها أو من عبر قواعد البيانات التي تشترك فيها المكتبة.
- خدمة التكشيف: تقوم المكتبة بانتقاء بعض الموضوعات الهامة من الصحف والمجلات التي تشترك فيها المكتبة ومن ثم يتم تقديمها للباحث عند الطلب تسهيلا في الحصول على المعلومات.
- خدمة الإنترنت ومصادر المعلومات: تقدم المكتبة للمستخدمين خدمة الاتصال بشبكة الإنترنت مجانا، إضافة إلى توفير خدمة الاتصال بالإنترنت اللاسلكي (WI-FI).
- خدمة ذوي الاحتياجات الخاصة: تم تجهيز مبنى المكتبة بمنحدر عند المدخل الرئيسي للمكتبة إضافة إلى مصعد إلكتروني وذلك لتسهيل وصول ذوي الاحتياجات الخاصة إلى المكتبة.
- خدمة التصوير: تقدم المكتبة خدمة التصوير الذاتي، مع الالتزام بالقوانين الوطنية والدولية المتعلقة بحقوق الطبع والنشر المعمول بها.

## لوائح وقوانين المكتبة
الهدف من هذه اللوائح والقوانين هو مساعدة جميع مستخدمي المكتبة في كيفية تحقيق أقصى استفادة من خدمات المكتبة ومصادرها.
- يمنع إخراج أي كتاب أو غيره من مواد المكتبة، ولموظفي المكتبة الحق في فحص أي أغراض لدى المستفيد إذا لاحظ ما يثير الشك أو الريبة فيما يحمل من مواد.
- يمنع إتلاف أي كتاب أو غيره من مواد المكتبة، وفي حال وقوع ذلك يطلب من المستخدم المتسبب في ذلك التلف من استبدال تلك المادة المتلفة أو دفع ثمنها.
- المكتبة هي مكان هادئ مخصص للدراسة والبحث العلمي، حيث يجب على مستخدمي المكتبة عدم القيام بالسلوكيات التي قد تدخل ضمن الاستخدام غير السليم للمكتبة.
- يمنع التدخين والأكل والشرب (ما عدا مياه الشرب) داخل المكتبة.

مخالفة النظام وقواعد المكتبة:
في حال مخالفة وانتهاك أيا من هذه القوانين يحق للموظفين الطلب من المستخدم مغادرة المكتبة.

## روابط ذات العلاقة
- الموقع الإلكتروني لمكتبة المعرفة العامة
- المكتبة على الفيس بوك مكتبة المعرفة العامة  على فيسبوك.